# EuroEyes Cyclassics 2017
22. ročník jednodenního cyklistického závodu EuroEyes Cyclassics se konal 20. srpna 2017 v Německu. Závod dlouhý 220,9 km vyhrál Ital Elia Viviani z Teamu Sky. Na druhém a třetím místě se umístili Francouz Arnaud Démare (FDJ) a Nizozemec Dylan Groenewegen (LottoNL–Jumbo).

## Týmy
Závodu se zúčastnilo celkem 21 týmů, včetně 18 UCI WorldTeamů a 3 UCI Professional Continental týmů. Každý tým přijel s osmi jezdci, na start se tedy celkem postavilo 168 jezdců. Do cíle v Hamburku dojelo 157 jezdců.
UCI WorldTeamy
- AG2R La Mondiale
- Astana
- Bahrain–Merida
- BMC Racing Team
- Bora–Hansgrohe
- Cannondale–Drapac
- FDJ
- LottoNL–Jumbo
- Lotto–Soudal
- Movistar Team
- Orica–Scott
- Quick-Step Floors
- Team Dimension Data
- Team Katusha–Alpecin
- Team Sky
- Team Sunweb
- Trek–Segafredo
- UAE Team Emirates

UCI Professional Continental týmy
- CCC–Sprandi–Polkowice
- Cofidis
- Gazprom–RusVelo

## Výsledky
| Pořadí | Jezdec                    | Tým                  | Čas        |
| ------ | ------------------------- | -------------------- | ---------- |
| 1      | Elia Viviani (ITA)        | Team Sky             | 5h 15' 51" |
| 2      | Arnaud Démare (FRA)       | FDJ                  | + 0"       |
| 3      | Dylan Groenewegen (NED)   | LottoNL–Jumbo        | + 0"       |
| 4      | Alexander Kristoff (NOR)  | Team Katusha–Alpecin | + 0"       |
| 5      | André Greipel (GER)       | Lotto–Soudal         | + 0"       |
| 6      | Maximiliano Richeze (ARG) | Quick-Step Floors    | + 0"       |
| 7      | Jasper Stuyven (BEL)      | Trek–Segafredo       | + 0"       |
| 8      | Marko Kump (SLO)          | UAE Team Emirates    | + 0"       |
| 9      | Nacer Bouhanni (FRA)      | Cofidis              | + 0"       |
| 10     | Rudy Barbier (FRA)        | AG2R La Mondiale     | + 0"       |